# Schadges
Schadges ist ein Stadtteil von Herbstein im mittelhessischen Vogelsbergkreis.

## Geschichte
Die älteste erhaltene Erwähnung von Schadges Schadiges stammt von 1296.
Mit der Gebietsreform in Hessen wurde Schadges durch Landesgesetz am 1. August 1972 ein Stadtteil von Herbstein.

### Territorialgeschichte und Verwaltung
Die folgende Liste zeigt im Überblick die Territorien, in denen Schadges lag, bzw. die Verwaltungseinheiten, denen es unterstand:
- vor 1803: Heiliges Römisches Reich, Gericht Stockhausen der Freiherren von Riedesel zu Eisenbach (Mannlehen des Fürstbistum Fulda)
- ab 1806: Rheinbund, Großherzogtum Hessen, Gericht Stockhausen[6]
- ab 1815: Deutscher Bund, Großherzogtum Hessen, Provinz Oberhessen, Amt Altenschlirf[7]
- ab 1821: Deutscher Bund, Großherzogtum Hessen, Provinz Oberhessen, Landratsbezirk Herbstein (Trennung zwischen Justiz (Landgericht Altenschlirf) und Verwaltung)
- ab 1825: Deutscher Bund, Großherzogtum Hessen, Provinz Oberhessen, Landratsbezirk Lauterbach
- ab 1848: Deutscher Bund, Großherzogtum Hessen, Regierungsbezirk Alsfeld
- ab 1852: Deutscher Bund, Großherzogtum Hessen, Provinz Oberhessen, Kreis Lauterbach
- ab 1866: Norddeutscher Bund, Großherzogtum Hessen, Provinz Oberhessen, Kreis Lauterbach
- ab 1871: Deutsches Reich, Großherzogtum Hessen, Provinz Oberhessen, Kreis Lauterbach
- ab 1918: Deutsches Reich, Volksstaat Hessen, Provinz Oberhessen, Kreis Lauterbach
- ab 1945: Amerikanische Besatzungszone, Groß-Hessen, Regierungsbezirk Darmstadt, Kreis Lauterbach
- ab 1949: Bundesrepublik Deutschland, Land Hessen (seit 1946), Regierungsbezirk Darmstadt, Kreis Lauterbach
- am 1. August 1972 wurde Schadges als Stadtteil der neu gebildeten Stadtgemeinde Herbstein eingegliedert.
- ab 1972: Bundesrepublik Deutschland, Land Hessen, Regierungsbezirk Darmstadt, Vogelsbergkreis
- ab 1981: Bundesrepublik Deutschland, Land Hessen, Regierungsbezirk Gießen, Vogelsbergkreis

### Recht

#### Materielles Recht
In Schadges galten die Riedesel’schen Verordnungen als Partikularrecht. Das Gemeine Recht galt nur, soweit diese Verordnungen keine Bestimmungen enthielten. Dieses Sonderrecht behielt theoretisch seine Geltung auch während der Zugehörigkeit zum Großherzogtum Hessen im 19. Jahrhundert, in der gerichtlichen Praxis wurden aber nur noch einzelne Bestimmungen angewandt. Das Partikularrecht wurde zum 1. Januar 1900 von dem einheitlich im ganzen Deutschen Reich geltenden Bürgerlichen Gesetzbuch abgelöst.

#### Gerichtsverfassung seit 1803
In der Landgrafschaft Hessen-Darmstadt wurde mit Ausführungsverordnung vom 9. Dezember 1803 das Gerichtswesen neu organisiert. Für die Provinz Oberhessen wurde das Hofgericht Gießen als Gericht der zweiten Instanz eingerichtet. Die Rechtsprechung der ersten Instanz wurde durch die Ämter bzw. Standesherren vorgenommen und somit war für Schadges ab 1806 das „Riedeselsche Patrimonialgericht Altenschlirf“ zuständig.
Das Hofgericht war für normale bürgerliche Streitsachen Gericht der zweiten Instanz, für standesherrliche Familienrechtssachen und Kriminalfälle die erste Instanz. Übergeordnet war das Oberappellationsgericht Darmstadt.
Mit der Gründung des Großherzogtums Hessen 1806 wurde diese Funktion beibehalten, während die Aufgaben der ersten Instanz 1821 im Rahmen der Trennung von Rechtsprechung und Verwaltung auf die neu geschaffenen Landgerichte übergingen. „Landgericht Altenschlirf“ war daher von 1821 bis 1853 die Bezeichnung für das erstinstanzliche Gericht in Altenschlierf, das für Schadges zuständig war. 1853 erfolgte die Verlegung des Landgerichts nach Herbstein.
Anlässlich der Einführung des Gerichtsverfassungsgesetzes mit Wirkung vom 1. Oktober 1879, infolge derer die bisherigen großherzoglich hessischen Landgerichte durch Amtsgerichte an gleicher Stelle ersetzt wurden, während die neu geschaffenen Landgerichte nun als Obergerichte fungierten, kam es zur Umbenennung in Amtsgericht Herbstein und Zuteilung zum Bezirk des Landgerichts Gießen. Ab 1943 wurde das Amtsgericht Herbstein nur noch als Zweigstelle des Amtsgerichts Lauterbach betreiben, bevor es 1968 endgültig aufgelöst wurde und in dem Amtsgerichtsbereich von Lauterbach zugeschlagen wurde.
In der Bundesrepublik Deutschland sind die übergeordneten Instanzen das Landgericht Marburg, das Oberlandesgericht Frankfurt am Main sowie der Bundesgerichtshof als letzte Instanz.

### Einwohnerentwicklung
Quelle: Historisches Ortslexikon
- 1961: 74 evangelische und 33 katholische Einwohner

| Schadges: Einwohnerzahlen von 1834 bis 1970 | Schadges: Einwohnerzahlen von 1834 bis 1970 | Schadges: Einwohnerzahlen von 1834 bis 1970 | Schadges: Einwohnerzahlen von 1834 bis 1970 | Schadges: Einwohnerzahlen von 1834 bis 1970 |
| --- | ------------------------------------------- | ------------------------------------------- | ------------------------------------------- | ------------------------------------------- |
| Jahr |                                             |                                             |                                             | Einwohner                                   |
| 1834 | 1834                                        |                                             | 91                                          | 91                                          |
| 1840 | 1840                                        |                                             | 110                                         | 110                                         |
| 1846 | 1846                                        |                                             | 115                                         | 115                                         |
| 1852 | 1852                                        |                                             | 115                                         | 115                                         |
| 1858 | 1858                                        |                                             | 95                                          | 95                                          |
| 1864 | 1864                                        |                                             | 92                                          | 92                                          |
| 1871 | 1871                                        |                                             | 93                                          | 93                                          |
| 1875 | 1875                                        |                                             | 93                                          | 93                                          |
| 1885 | 1885                                        |                                             | 76                                          | 76                                          |
| 1895 | 1895                                        |                                             | 90                                          | 90                                          |
| 1905 | 1905                                        |                                             | 112                                         | 112                                         |
| 1910 | 1910                                        |                                             | 111                                         | 111                                         |
| 1925 | 1925                                        |                                             | 102                                         | 102                                         |
| 1939 | 1939                                        |                                             | 84                                          | 84                                          |
| 1946 | 1946                                        |                                             | 120                                         | 120                                         |
| 1950 | 1950                                        |                                             | 108                                         | 108                                         |
| 1956 | 1956                                        |                                             | 107                                         | 107                                         |
| 1961 | 1961                                        |                                             | 107                                         | 107                                         |
| 1967 | 1967                                        |                                             | 102                                         | 102                                         |
| 1970 | 1970                                        |                                             | 82                                          | 82                                          |
| Datenquelle: Historisches Gemeindeverzeichnis für Hessen: Die Bevölkerung der Gemeinden 1834 bis 1967. Wiesbaden: Hessisches Statistisches Landesamt, 1968. Weitere Quellen: |                                             |                                             |                                             |                                             |

## Politik
Ortsvorsteherin ist Doris Kurz (Stand Juni 2016).

## Naturdenkmal
Der Geotop „Dicke Steine“ liegt ca. 400 m nordöstlich des Dorfes am Rande des Brandwaldes in der Gemarkung Heiliges Kreuz. Er zählt zu den erdgeschichtlich bedeutenden Relikten des Vulkanismus im Vogelsberg. Der Aufschluss war früher ein kleiner Steinbruch, der stillgelegt und sich selbst überlassen wurde. Dies erklärt das schwer durchdringliche Dickicht, das die Felsen umgibt. Der Geotop wird von schwarzen, feinkörnig dichtem Alkalibasalt gebildet. Das Gestein ist kompakt und weist ein porphyrisches Gefüge mit Olivin und Klinopyroxen-Einsprenglingen auf. Die Felsen sind Reste von einem Gang und umgeben von Gesteinen aus verkieselten Sanden. Die 2–3 m hohe und 5 m lange Klippe wird von auffällig dünnen Säulen mit einem Durchmesser von lediglich 5 bis 15 cm gebildet.

## Wirtschaft und Infrastruktur
Durch den Ort verläuft die Landesstraße 3139. Den Öffentlichen Personennahverkehr stellt die Verkehrsgesellschaft Oberhessen mit den Buslinien VB-28 und VB-48 sicher.
Im Ort wachsen ca. 30 Weinreben. Für die Einwohner des kleinsten Stadtteils steht ein Dorfgemeinschaftshaus zur Verfügung.